# Ácido levulínico
El ácido levulínico, o 4-oxopentanoico, es un cetoácido blanco y cristalino preparado a partir de la levulosa, la inulina, el almidón, etc., mediante su ebullición con ácido clorhídrico o sulfúrico diluido. Es soluble en agua, etanol y dietiléter, pero insoluble en hidrocarburos alifáticos.

## Usos
El ácido levulínico se usa en la producción de nylon, gomas sintéticas, plásticos y productos farmacéuticos. Es un precursor en la producción industrial de otros productos químicos tales como el 2-Metiltetrahidrofurano, la gamma-valerolactona o el etil levulinato. Además, es uno de los compuestos de los cigarrillos, con la función de aumentar la emisión de nicotina en el humo de tabaco y ligar la nicotina a los receptores neuronales.